# Paul Bernard Piché
Pour les articles homonymes, voir Piché.
Paul Bernard Piché, né le 10 avril 1908 à Montréal et mort le 4 décembre 1989 à Trois-Rivières, est un organiste, compositeur et professeur québécois.

## Biographie

### Enfance, éducation musicale et décès
Né le 10 avril 1908 à Montréal, Paul Bernard Piché est le troisième plus jeune parmi les sept enfants de Joseph Piché et Yvonne Corbin. Il grandit dans une famille de musiciens qui l’initie rapidement à la musique. Sa mère va même jusqu’à dire « Bernard est presque né sur un banc d’orgue !». C’est avec l’aide de celle-ci que ce dernier apprend à lire la musique aux alentours de quatre ans. Ce jeune musicien poursuit son éducation musicale de façon autodidacte jusqu’à ses dix-huit ans. Par la suite, Paul Bernard Piché apprend le solfège, la théorie musicale, l’harmonie et l’histoire de la musique grâce à son premier professeur d’orgue, Hervé Cloutier, qui est un organiste réputé de Montréal. En 1932, Piché remporte le Prix d’Europe qui lui permet, en 1936, d’aller étudier au Conservatoire royal de Bruxelles, soit juste, avant de devenir l’élève de Charles Tournemire à Paris. C’est à l’âge de 81 ans que Paul Bernard Piché décède le 4 décembre 1989, soit neuf ans après son dernier concert. 

### Carrière
Paul Bernard Piché décroche son premier emploi en 1927 à l’âge de 19 ans, et ce, à titre d’organiste pour la paroisse de Saint-Nicolas d’Ahuntsic dans la ville de Montréal. Quelques années plus tard, il se fait confier l’orgue de la paroisse Notre-Dame-de-la-Défense. En 1932, Paul Bernard Piché se fait offrir le poste d’organiste pour la cathédrale de Trois-Rivières par l’abbé Joseph-Gers Turcotte. En parallèle, l’instrumentiste compose diverses pièces musicales, donne des concerts et enseigne l’orgue et le piano. Par contre, « Il n’a que dix élèves, le temps ne lui permettant pas d’en accepter davantage». C’est en 1945 que Paul Bernard Piché entreprend sa première tournée aux États-Unis et au Canada et devient l’organiste principal de l’église Saint-Pierre et Saint-Paul de Lewiston jusqu’en 1966, année où il devient professeur au Conservatoire de musique de Trois-Rivières. Il conserve ce poste jusqu’à sa retraite en 1973.

## Œuvres
Paul Bernard Piché laisse derrière lui 18 compositions. Ses œuvres appartiennent au style modal et néoclassique et comportent des thèmes grégoriens. Certaines de ses pièces comportent des mélodies préexistantes comme sa Rhapsodie de Pâques écrite en 1946 ou sa Rhapsodie sur quatre noëls, publiée en 1947. En 1950, il dédie Postlude de Noël et Postlude pour la fête de Saint-Joseph à son ami, Marius Cayouette. Il dédie à sa mère son œuvre intitulée Hymne de gloire à la bienheureuse Marguerite Bourgeoys qu’il finit de composer en 1951 ainsi que By the Sea publié en 1953. À cette même époque, il compose sa Messe à quatre voix mixtes. Certaines œuvres mentionnées plus haut se retrouvent dans le disque audionumérique Orgue en Mauricie (Piché, 1991, pièce 1 à 6).
Œuvres pour orgue, à moins d'autres informations spécifiées :
- Interludes pour la Magnificat (années 30)
- Rhapsodie sur quatre noëls (1935)
- Introduction et fugue sur l’Ite Missa est alléluiatique (1939-1978)
- Scherzo (1943)
- Rhapsodie de Pâques (1946)
- Postlude de Noël (1950)
- Postlude pour la fête de Saint-Joseph (1950)
- Hymne de gloire à la bienheureuse Marguerite Bourgeoys (1951)
- Messe à quatre voix mixtes (1953)
- By the Sea (1953)

### Ouvrage de référence
QUINTAL, Michelle (avec la collaboration de Roger Barette). « Bernard Piché, grand maître de l'orgue », les éditions GID, 192 pages,
THOMAS, Suzanne et Stephen C. Willis. « (Paul) Bernard Piché », dans Encyclopédie canadienne, Canada, Historica Canada, 16 décembre 2013, https://www.thecanadianencyclopedia.ca/fr/article/piche-paul-bernard (Page consultée le 4 février 2023).

### Ressources électroniques
Louis Brouillette, « Bernard Piché, grand maître de l’orgue », Les Cahiers de la Société québécoise de recherche en musique, vol. 17, no 2,‎ 2015, p.94 (lire en ligne, consulté le 4 février 2023).
Mozaille. « Bruits et sons », dans Radiomonde, (31 mai 1947), 20 p., https://numerique.banq.qc.ca/patrimoine/details/52327/3425206 (Page consultée le 4 février 2023).
Quintal, Michelle. « Biographies d’organistes du passé/Biographies of Organists of the Past », dans Orgues au Québec, https://www.musiqueorguequebec.ca/orgues/organpast.html (Page consultée le 4 février 2023).
Michelle Quintal, « Un maître de l’orgue méconnu : Bernard Piché », sur Musica et Memoria (consulté le 4 février 2023).

### Enregistrement audio
Daveluy, Raymond et Bernard Piché. Orgue en Mauricie, Michelle Quintal (interprète orgue), 1 disque compact, Trois-Rivières : M. Quintal, QUINT S-110103DDD, 1991, 